# پونته
پونته (به ایتالیایی: Ponte) یک کومونه در ایتالیا است که در استان بنونتو واقع شده‌است.

## خصوصیات
پونته ۱۷٫۷۹ کیلومترمربع مساحت و ۲٬۶۵۹ نفر جمعیت دارد و ۱۴۷ متر بالاتر از سطح دریا واقع شده‌است.